# ベースボールオールスターズ
『ベースボールオールスターズ』はコナミデジタルエンタテインメントが2013年4月25日より2014年2月28日までの期間、「Yahoo!ゲーム」内で運営していた野球のオンライントレーディングカードゲーム。本項目では2011年5月にサービスを開始し、2013年10月10日にサービスを終了した前身作品『BASEBALL ALLSTAR'S』（以下旧作）についても解説する。

## 概要
基本的なシステムは先行作品であるバンダイのプロ野球オーナーズリーグに類似している。
試合は公式サイト内で行われる。ブラウザゲームであり、専用クライアントなどはない。選手カード（1パック2枚入り、200円）を購入し、選手カードに書かれているコードを公式サイトから入力することで選手を登録できる。
旧作時代の2012年版アップデートで、選手カードがコインで購入できるようになった。また、パックのカードから白黒がなくなり、ST以上のみとなった。これに伴い、コインまたはゲーム中で引き当てたカードを「デジタルカード」、販売店で購入したカードを「リアルカード」と区別するようになった。第3弾(2013年)からはデジタルカードのみの展開となった。
2013年12月26日、二か月後の2014年2月末をもってサービスを終了することがアナウンスされた。

### 選手データ
日本野球機構に所属する12球団の選手がカード化されているほか、旧作ではオリジナル選手の作成もできた。
選手にはそれぞれ10段階の能力とコストが設定されており、合計コストの値がペナントの設定値を超えるペナントには参加できない。また、ゲーム内で強化することによって、選手の能力が上がり、コストも上がることがある。
野手能力はパワー・ミート・走力・守備、投手能力は球威・変化球・コントロール・スタミナが数値化されており、それ以外にもスペシャルスキルが1選手1つ設定されている。